# École supérieure spécialisée en Suisse
En Suisse, les écoles supérieures (ES) sont des écoles de niveau tertiaire B. Deux diplômes sont délivrés : le diplôme ES (ES) et le postdiplôme ES (EPD ES). Les études post-diplômes ES sont accessibles uniquement aux détenteurs d'un diplôme ES ou d'un titre jugé équivalent. Il est également reconnu comme titre d'Ingénieur EurEta.
Le cadre national de certification (CNC) est élaboré dans le contexte du partenariat sur la formation professionnelle et avalisé par le Conseil fédéral dans une ordonnance en 2014. Le CNC a pour objectif d’augmenter la comparabilité internationale de la formation professionnelle suisse.
La certification des diplômes dans un niveau de compétences permet également d’en améliorer la visibilité dans notre pays. Pour les écoles supérieures, la certification se base sur les compétences fixées dans les plans d’études cadres. Les organisations faîtières du plan d’étude cadre correspondant établissent la certification provisoire à l’aide d’un fil conducteur. L’Institut fédéral des hautes études en formation professionnelle (IFFP) vérifie la certification et le Secrétariat d’État à la formation, à la recherche et à l’innovation (SEFRI) l’entérine. Depuis l’été 2016, une procédure abrégée est également possible.
Les premières certifications ont été publiées le 1er janvier 2016, d’autres ont suivi. Tous les plans d’études cadres ES ont obtenu le niveau 6 en 2016. Le niveau 6 correspond au diplôme de Bachelor du milieu universitaire ou d'une HES.

## Présentation
Dans le monde du travail, les écoles supérieures jouent un rôle très important dans la formation des spécialistes et des personnes dirigeantes. Les titulaires de diplôme sont qualifiés pour assumer de manière autonome des responsabilités aussi bien au niveau technique qu’à celui de la gestion. Les filières de formation sont axées sur la pratique. Elles encouragent en particulier la capacité de penser de manière méthodique et systémique, d’analyser des tâches professionnelles et de mettre en pratique les connaissances acquises.
Les diplômés des Ecoles supérieures sont la catégorie de la population la moins exposée au chômage.

## Gestion administrative

### Admission
Un certificat fédéral de capacité (CFC), une maturité professionnelle ou un titre jugé équivalent (un diplôme du secondaire II) est obligatoire. Il est toutefois parfois nécessaire d'avoir un certain type de CFC, et pas n'importe lequel, pour accéder à certaines écoles supérieures. 

### Durée des études
La formation peut s'effectuer à plein temps ou en emploi. La durée des études varie de 2 à 4 ans. En règle générale, la formation à plein temps s'effectue en 3 ans, tandis que la formation en emploi se déroule en 4 ans. Pour la formation en emploi, une activité professionnelle de minimum 50 % est exigée dans le secteur d'études concerné.

### Positionnement
À l’instar des examens professionnels et des examens professionnels supérieurs, les écoles supérieures se situent dans le secteur tertiaire non universitaire (tertiaire B). Les filières de formation s’inscrivent dans le prolongement du degré secondaire II. L’accent est mis sur des problématiques concrètes se posant au niveau des services, de l’exploitation, de l’atelier ou de la production. Les filières de formation se distinguent par une qualification de haut niveau pour la pratique professionnelle alliée à une part équilibrée de théorie. L'objectif est de dispenser des qualifications professionnelles supérieures et de préparer à l'exercice de fonctions de spécialiste ou de dirigeant. En plus des filières de formation dans les langues nationales, des filières en anglais peuvent également être reconnues depuis 2005.
À côté de ces filières de formation, les écoles supérieures peuvent également proposer des études post-diplômes, qui permettent aux candidats d’approfondir leurs compétences professionnelles ou de gestion et de se spécialiser.

### Domaines
L’ordonnance du Département fédéral de l'économie concernant les conditions minimales de reconnaissance des filières de formation et des études post-diplômes des écoles supérieures régit les domaines suivants :
- Technique ;
- Hôtellerie et restauration, tourisme, économie familiale ;
- Économie ;
- Agriculture et sylviculture ;
- Santé ;
- Social et formation des adultes ;
- Arts visuels et arts appliqués.

Les écoles supérieures délivrent actuellement environ 4 000 diplômes par année. L’intégration des domaines de la santé, du social et des arts va vraisemblablement doubler le nombre de diplômes décernés ces prochaines années.

### Plans d'études cadres
Chaque filière de formation est basée sur un plan d’études cadre élaboré par le prestataire de la formation en collaboration avec les organisations du monde du travail. C’est le Secrétariat d'État à la Formation et l'Innovation (SEFRI) qui approuve les plans d’études cadres à la demande de la Commission fédérale des écoles supérieures. Ces plans d’études cadres définissent entre autres le profil professionnel, les compétences à acquérir, les titres, les domaines de formation et la durée qui leur est impartie dans la formation. Ils servent à mieux positionner les écoles supérieures. Ils contribuent également à la meilleure adéquation possible entre les qualifications visées d’une part, et les besoins de l’économie et du marché du travail d’autre part.
La Commission fédérale des écoles supérieures expertise les plans d’études cadres. Elle se base ensuite sur ces derniers pour évaluer les demandes de reconnaissance fédérale de filières de formation et d'études post-diplômes. En outre, la Commission des écoles supérieures examine périodiquement, une fois la filière de formation approuvée, si les conditions de reconnaissance continuent d’être respectées.

### Titres obtenus au terme des filières de formation et des études post-diplômes
Les diplômes (titre correspondant « dipl. ») se voient apposer la mention complémentaire « ES » ou « EPD ES ». Les titres peuvent être complétés avec l’indication de l'orientation.

## Quelques écoles supérieures
- Genève :
  - Au sein du Centre de formation professionnelle santé et social de Genève :
    - École supérieure de soins ambulanciers (ESAMB)[3] ;
    - École supérieure d'hygiénistes dentaires[4] ;
    - École d'assistant-e-s de médecin[5] ;

  - Au sein du Centre de formation professionnelle arts de Genève :
    - École supérieure de bande dessinée et d'illustration[6] ;

  - Dans d'autres structures :
    - École supérieure d'informatique de gestion[7] ;
    - École supérieure d’éducatrices et d’éducateurs de l’enfance[8] ;
    - École supérieure de podologues[9] ;
    - École Hôtelière[10] ;

- Neuchâtel : Écoles supérieures du canton de Neuchâtel (ESNE)[11].
- Fribourg : École supérieure Agroalimentaire, Institut Agricole de Grangeneuve (IAG).

- Vaud :
  - École Supérieure de la Santé (ESsanté) TSO et TAB[12] ;
  - École Technique de la Vallée de Joux (ETVJ)[13] ;
  - Écoles supérieures vaudoises[14] ;
  - École supérieure d'économie de Lausanne[15] ;
  - École Technique - École des Métiers de Lausanne (ETML)[16] ;
  - Centre professionnel du Nord vaudois (CPNV)[17] ;
  - École supérieure en éducation de l'enfance[18] ;
  - École supérieure en éducation sociale[19] ;
  - École Supérieure d’Ambulancier et de Soins d’Urgence Romande (ES ASUR)[20] ;
  - Centre d'enseignement professionnel de Vevey[21] ;